# México en los Juegos Mundiales de Chengdu 2025
México fue uno de los países que compitió en los Juegos Mundiales de 2025 que se celebraron en Chengdu, China.
La delegación de México estuvo compuesta de 41 deportistas, 27 mujeres y 14 hombres

## Medallero
| Medalla | Nombre                                                            | Deporte                      | Evento                                 | Fecha                |
| ------- | ----------------------------------------------------------------- | ---------------------------- | -------------------------------------- | -------------------- |
|         | Andrea Becerra                                                    | Tiro con arco                | Arco compuesto individual femenil      | 9 de agosto de 2025  |
|         | Laura Burgos López                                                | Muay thai                    | -54 kg. Femenil                        | 9 de agosto de 2025  |
|         | Anahí Álvarez Corral                                              | Duatlón                      | Duatlón individual femenil             | 14 de agosto de 2025 |
|         | Selección nacional femenina de fútbol bandera de México           | Flag Football                | Fútbol bandera Femenil                 | 17 de agosto de 2025 |
|         | Andrea Becerra Sebastián García Flores                            | Tiro con arco equipos mixtos | Arco compuesto equipos mixtos          | 8 de agosto de 2025  |
|         | Paola Longoria                                                    | Raquetbol                    | Singles femenil                        | 13 de agosto de 2025 |
|         | Manuel Alberto Cisneros de los Santos                             | Kickboxing                   | Kickboxing: masculino 84 kg individual | 14 de agosto de 2025 |
|         | Manuel Alberto Cisneros de los Santos José Gilberto Moreno Águila | Ju-Jitsu                     | Dúo mixto parafísico                   | 12 de agosto de 2025 |
|         | Valentina Letelier                                                | Patinaje                     | 15,000 metros de eliminación femenil   | 13 de agosto de 2025 |
|         | Eduardo Portillo Torres                                           | Raquetbpl                    | Individual masculino                   | 16 de agosto de 2025 |

## Delegación
| N.º | Deporte                   | Hombres | Mujeres | Total |
| --- | ------------------------- | ------- | ------- | ----- |
| 1   | Animación                 | 0       | 2       | 2     |
| 2   | Duatlón                   | 2       | 2       | 4     |
| 3   | Futbol bandera            | 0       | 12      | 12    |
| 4   | Ju-Jitsu                  | 2       | 0       | 2     |
| 5   | Kickboxing                | 2       | 1       | 3     |
| 6   | Levantamiento de potencia | 1       | 0       | 1     |
| 7   | Motonáutica               | 0       | 2       | 2     |
| 8   | Muay thai                 | 1       | 1       | 2     |
| 9   | Patinaje de velocidad     | 1       | 1       | 2     |
| 10  | Parkour                   | 1       | 1       | 2     |
| 11  | Raquetbol                 | 1       | 1       | 2     |
| 12  | Sambo                     | 0       | 2       | 2     |
| 13  | Tiro con arco             | 1       | 2       | 3     |
| 14  | Wushu                     | 1       | 0       | 1     |
| 15  | Wakeboarding              | 1       | 0       | 1     |
| --- | Total                     | 14      | 27      | 41    |